# 천진초등학교
천진초등학교는 대한민국 강원특별자치도 고성군 토성면 천진리에 있는 초등학교이다.

## 학교 연혁
- 1925년 4월 1일 천진공립보통학교 개교
- 1938년 4월 1일 교명 변경 (천진공립심상소학교)
- 1941년 4월 1일 교명 변경 (천진공립국민학교)
- 1951년 9월 28일 수복 개교
- 1981년 3월 16일 병설유치원 개원
- 1996년 3월 1일 천진초등학교로 개칭
- 2020년 3월 1일 제25대 이춘기 교장 부임
- 2021년 1월 3일 제84회 졸업(총 5857명)

## 학교 상징
- 교화 - 개나리 : 맑고 밝은 마음을 지니고 미래를 지향하는 천진어린이
- 교목 - 소나무 : 강인한 의지와 씩씩한 기상을 배우는 천진어린이

## 참고 자료
- 천진초등학교 - 한국교육학술정보원 학교알리미